# コープビル (東京都)
コープビルは、東京都千代田区内神田一丁目に所在したオフィスビルである。農林水産業関連9団体による共有で建設され、1973年に竣工した。38団体が事務所を置き、1600人が勤務する。2021年2月に、三菱地所が事業主体となり、隣接する日立製作所グループのビルと合同で26階建てのオフィスビルに建て替える再開発事業が認可された。2026年7月の竣工を目標に、大手町ゲートビルディングの建設が進められている

## 主な入居団体等
- 農中信託銀行（1階）
- 農林中央金庫健康保険組合（2階）
- JAバンクアグリ・エコサポート基金（3階）
- アグリビジネス投資育成
- 農林中金バリューインベストメンツ（4階）
- 系統債権管理回収機構（5階）
- 漁業経営安定化推進協会（6階）
- 全国共済水産業協同組合連合会（6階）
- 全国漁業共済組合連合会（6階）
- 水産業構造改革サポート（6階）
- 全国漁業協同組合連合会（7階）
- 全国遠洋かつお・まぐろ漁業者協会（7階）
- 全国水産業団体共助会（8階）
- 漁業者国民年金基金（8階）
- 全国森林組合連合会（8階）
- 農中ビジネスサポート（8階）
- 全農健康保険組合（9階）
- 全国茶生産団体連合会（9階）
- 農林漁業団体職員共済組合（10階）
- 全農ビジネスサポート（11階）
- 農林漁業信用基金（5・11階）

このほか5・6階には貸会議室、地下1・2階には駐車場があり、入居団体関係者以外でも利用できた。